# مجلس نواب مين
مجلس نواب مين (بالإنجليزية: Maine House of Representatives)‏ هو مجلس النواب التشريعي لولاية مين الأمريكية، يقع المقر الرئيسي له في أوغوستا، مين، وهو المجلس الأدنى في كونغرس مين.

## طالع أيضًا
- كونغرس مين